# Прієде-Берзінь Лілія Давидівна
Прієде-Берзінь Лілія Давидівна (сценічний псевдонім Берзінь Ліліта, латис. Lilita Bērziņa) (*4 (17) липня 1903 року, Рига — †27 травня 1983 року, Рига) — латиська актриса, народна артистка СРСР (від 1956 року).
З 1922 року працює в Художньому театрі імені Райніса у Ризі. Лілія Давидівна створила численні образи в п'єсах латиської, російської та зарубіжної драматургії: Спідола, Мати («Вогонь та ніч», «Вій, вітерець!» Райніса), Анна Кареніна («Анна Кареніна» за Львом Толстим), Шурка («Єгор Буличов та інші» Максима Горького), Беатріче («Багато галасу даремно» Вільяма Шекспіра) та ін. Лауреат сталінської премії 1947 року. Член КПРС з 1949 року.